# Aznalcóllar
Aznalcóllar är en kommun och stad i provinsen Sevilla i Andalusien i Spanien. Den är belägen vid foten av Sierra Morena och folkmängden uppgår till cirka 6 000 invånare. 1998 drabbades orten och dess omgivningar, inklusive Doñana nationalpark, av en stor miljökatastrof då dammen i ortens gruva brast.